# Övingen
Övingen är en sjö i Sävsjö kommun och Växjö kommun i Småland och ingår i Lagans huvudavrinningsområde. Sjön är 27,5 meter djup, har en yta på 2,4 kvadratkilometer och befinner sig 212 meter över havet. Sjön avvattnas av vattendraget Lillån (Degerå). Vid provfiske har bland annat abborre, bergsimpa, braxen och gädda fångats i sjön.

## Delavrinningsområde
Övingen ingår i det delavrinningsområde (634584-143325) som SMHI kallar för Utloppet av Övingen. Medelhöjden är 233 meter över havet och ytan är 14,57 kvadratkilometer. Det finns inga delavrinningsområden uppströms utan avrinningsområdet är högsta punkten. Lillån (Degerå) som avvattnar avrinningsområdet har biflödesordning 3, vilket innebär att vattnet flödar genom totalt 3 vattendrag innan det når havet efter 236 kilometer. Delavrinningsområdet består mestadels av skog (58 %) och jordbruk (16 %). Avrinningsområdet har 2,4 kvadratkilometer vattenytor vilket ger det en sjöprocent på 16,5 %.

## Fisk
Vid provfiske har följande fisk fångats i sjön:
- Abborre
- Bergsimpa
- Braxen
- Gädda
- Lake
- Löja
- Mört
- Sik
- Siklöja